# 天元镇 (慈溪市)
天元镇是中华人民共和国浙江省宁波市慈溪市的一个曾经存在的行政建制镇，辖区面积14.5平方千米，因清朝初年一商人戚天元（一说姓王）首先在此设摊，沿界塘两侧渐成市集，称天元市而得名:177，2013年5月并入周巷镇。

## 历史
明弘治年间界塘围成，逐渐形成村落，清时原潭南乡范围属余姚县云柯乡，宣统元年（1909年）时属云潭乡，民国19年（1930年）属天元镇、潭中乡，民国29年（1940年）属浒山区天潭乡，1950年4月集镇部分设天元镇，并设潭南乡，1954年10月划归慈溪县，1956年2月潭南乡并入周塘乡，天元镇并入周东乡，1958年3月重新设立天元乡、潭南乡，10月改为火箭人民公社四大队、五大队、七大队，1959年2月改为天元管理区、潭北管理区、潭南管理区，1961年11月天元管理区、潭北管理区合并为天元公社，潭南管理区改为潭南公社，1983年9月改为潭南乡、天元乡，1984年6月天元乡改为天元镇:15、18、20-22、77-78，1992年5月潭南乡并入天元镇:82-83，2013年5月并入周巷镇。

## 行政区划
2012年天元镇下辖以下地区：
天元居委会、十甲村、天元村、天潭村、元甲村、双东村、兴柴村、界塘村、省塘头村、潭南村、潭东村、潭北村、潭河村